# باشگاه ورزشی دپورتیوو ناسیونال
باشگاه ورزشی دپورتیوو ناسیونال یک باشگاه فوتبال حرفه‌ای آروبایی مستقر در پالم بیچ، نورد است که در حال حاضر در دسته اول آروبا بازی می‌کند.

## افتخارات
- لیگ برتر آروبا: ۶ قهرمانی
- جام حذفی آروبا: ۱ قهرمانی
- جام ای‌بی‌سی: ۱ قهرماتی